# 耳齿紫苏
耳齿紫苏（学名：Perilla frutescens var. auriculatodentata）为唇形科紫苏属下的一个变种。